# Søre Røykjenesholmen
Søre Røykjenesholmen est une île norvégienne dans le landskap Sunnhordland du comté de Vestland. Elle appartient administrativement à Sveio.

## Géographie
Rocheuse et couverte d'arbres, à fleur d'eau, elle s'étend sur environ 121 m de longueur pour une largeur approximative de 88 m. 